# Trostjanets
Trostjanets (Oekraïens: Тростянець; Russisch: Тростянец) is een Oekraïense stad in de oblast Soemy, ruim 50 km ten zuiden van de oblasthoofdstad Soemy. Op 1 januari 2021 had Trostjanets naar schatting 19.797 inwoners.

## Afbeeldingen

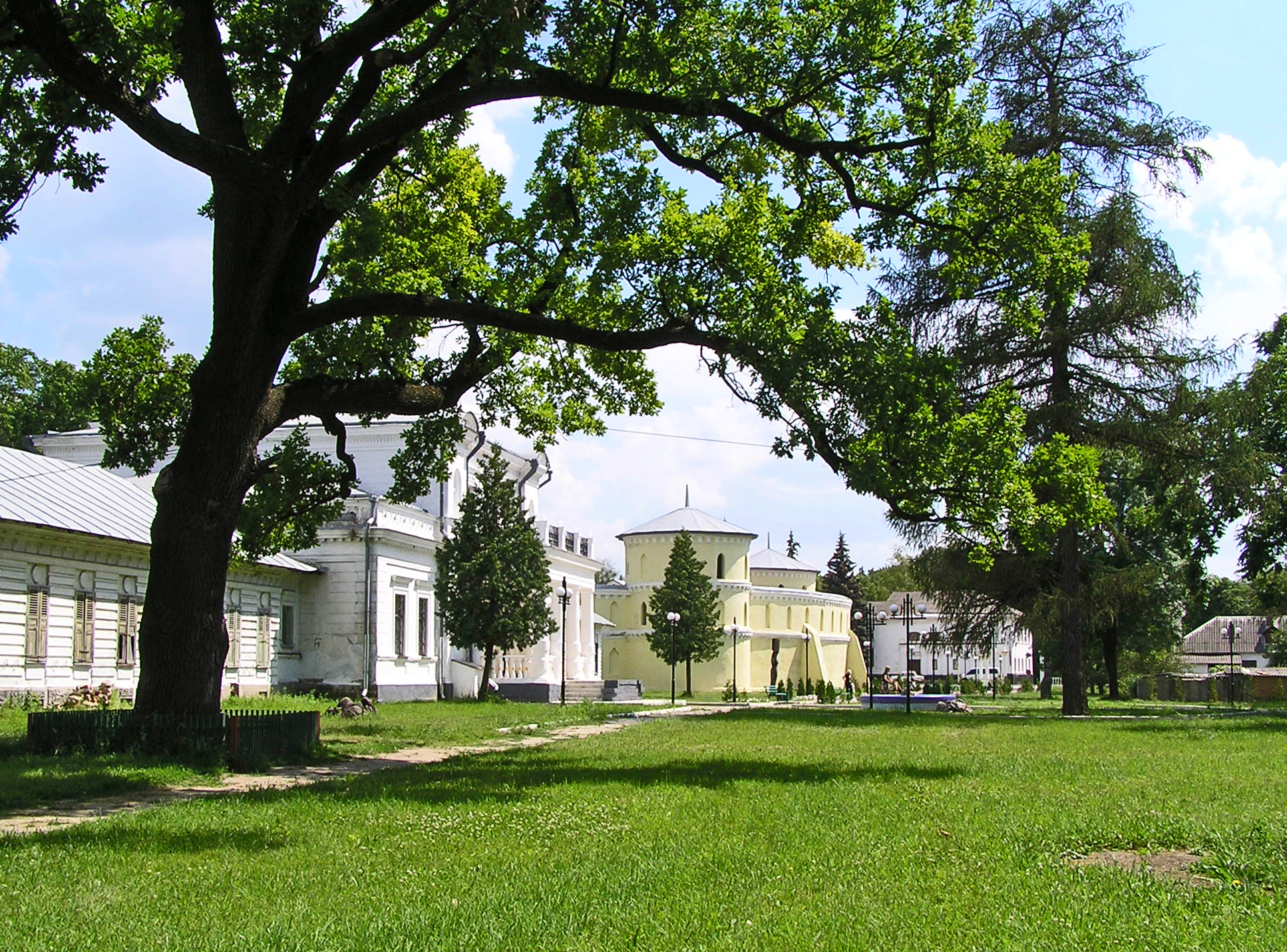
Bomen, deel van botanisch monument (2008)
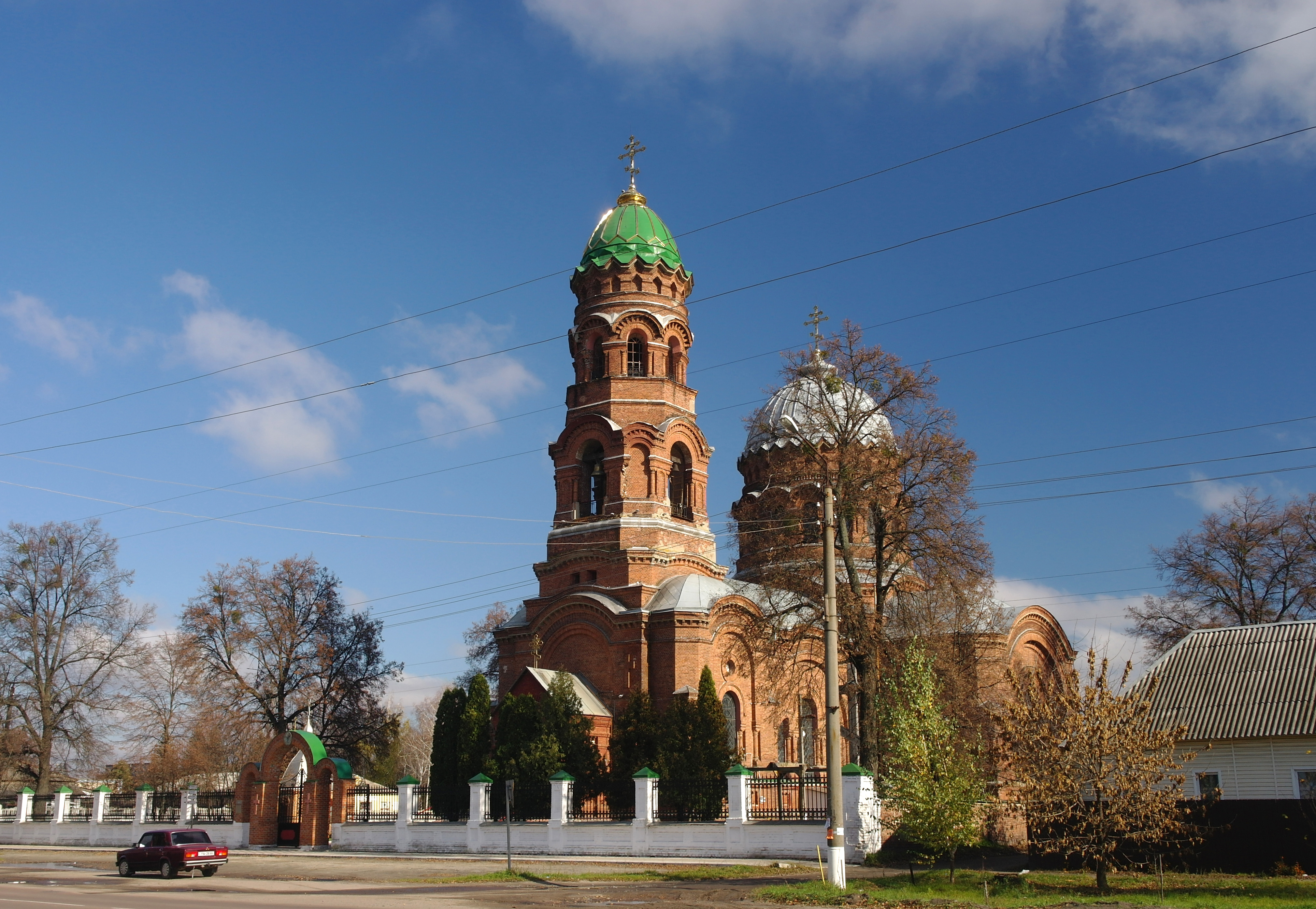
Hemelvaartskerk (2013)
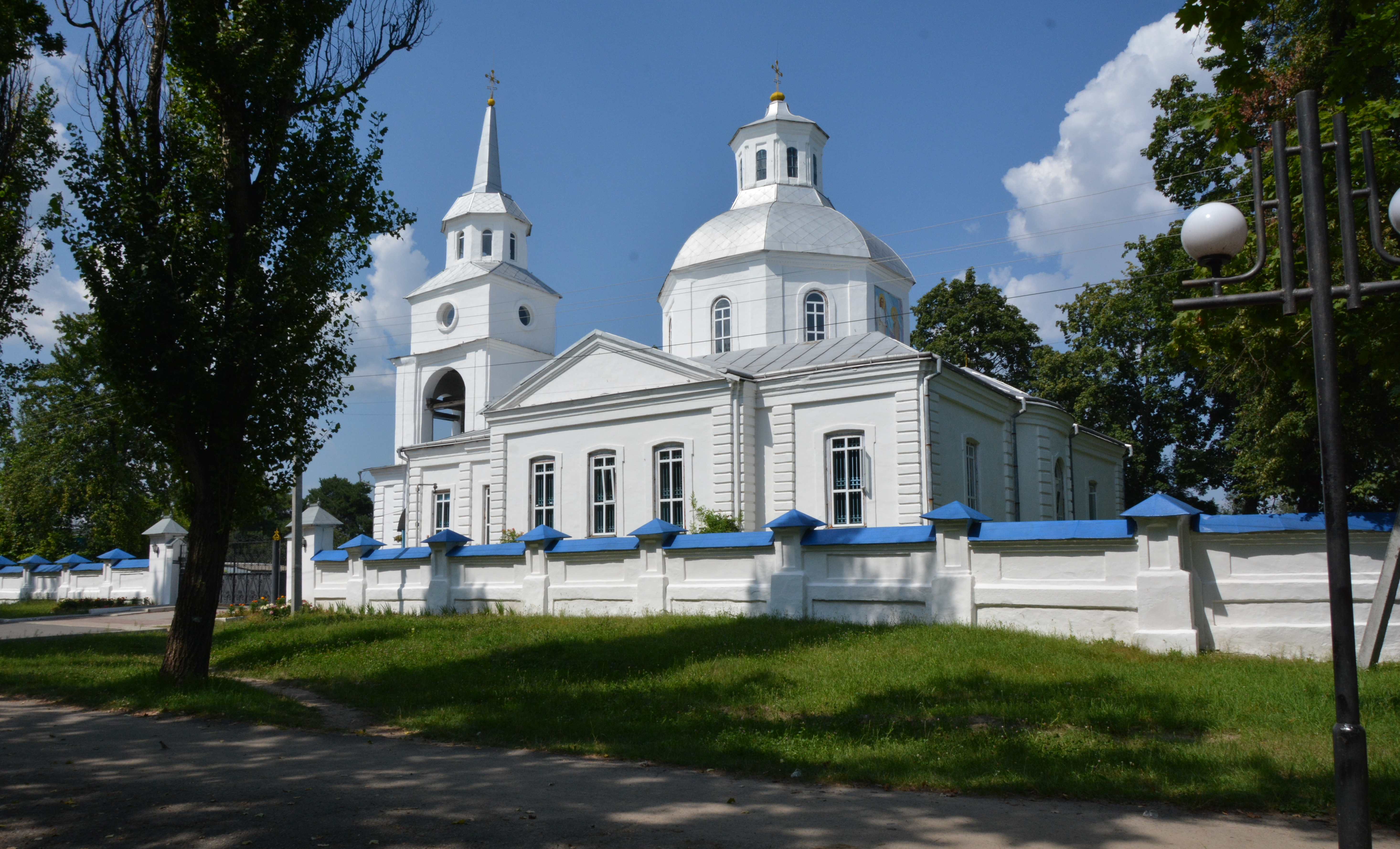
Verkondigingskerk (2014)
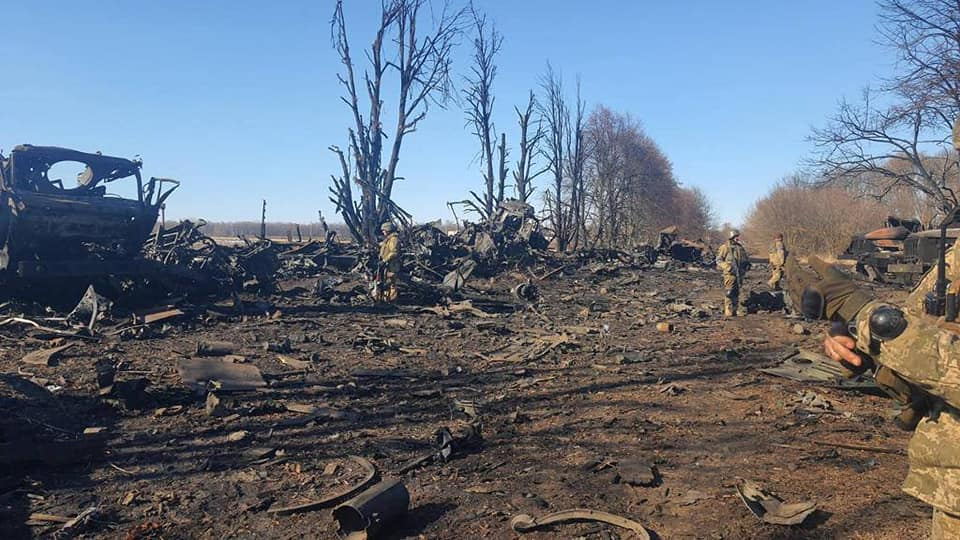
Verwoestingen tijdens de Poetinoorlog (2022)